# Hjördis Petterson
Hjördis Olga Maria Petterson, ursprungligen Pettersson, född 17 oktober 1908 i Visby, Gotlands län, död 27 maj 1988 i Engelbrekts församling i Stockholm, var en svensk skådespelare och sångerska.

## Biografi
Petterson föddes och växte upp på Gotland. Efter studier vid flickskola och läroverk genomgick hon Dramatens elevskola 1927–1930. Hon debuterade på Folkteatern i Göteborg i farsen Gröna Hissen 1930, och var anställd vid teatern till 1931. Hon var därefter anställd vid Gösta Ekmans teatrar 1931–1935 och vid Dramatiska teatern 1936–1942. 1942–1947 var hon engagerad vid olika stockholmsteatrar, främst Vasateatern och Oscarsteatern. Från 1947 var hon anställd vid Göteborgs stadsteater.
Med över 140 filmroller är hon tillsammans med Julia Cæsar den skådespelerska, som medverkat i flest filmer i Sverige. Hon filmdebuterade som cigarrfröken i Kanske en diktare 1933. Hon spelade ofta riviga fruntimmer och blev känd som hela Sveriges "satkärring". Hon gick på Dramatens elevskola 1927–1930 och arbetade på Kungliga Dramatiska Teatern under flera perioder fram till 1985. Bland uppsättningarna på Dramaten där Hjördis Petterson hade framträdande roller kan nämnas Gösta Berlings saga 1936, Som ni behagar 1938, Änkeman Jarl 1939, Tolvskillingsoperan 1969, Spöksonaten 1973 och slutligen Kattlek 1985. Hon undervisade även vid Dramatens elevskola.
Hon spelade revy med Karl Gerhard - första gången 1931. En av de mordiska fastrarna i Arsenik och gamla spetsar gestaltade hon 1943 på Oscarsteatern. Hjördis Petterson hade mycket humor och en stor musikalitet. Hon passade mycket bra i revysammanhang. Under 22 säsonger spelade hon i Kar de Mumma-revyn - först på Blanche och sedan på Folkan.
Den roll som Petterson blev mest känd för är som "Selma Olsson" i den populära radioserien om Lille Fridolf med Douglas Håge i titelrollen. Radioserien krävde en fortsättning och det blev fyra filmer om Lille Fridolf och Selma under åren 1956–1959.
Hon var också en duktig kuplettsångerska och sjöng 1975 in en LP-skiva med revykupletter bland annat Den vredgade sjömanhustrun. 1974 sjöng hon på Vasans scen i den stora Karl Gerhard-kavalkaden Hej på dej, du gamla primadonna. Ett framförande av "Himlen är röd", av Hjördis Petterson på Cirkus i Stockholm 1979, finns med på skivan Nej till kärnkraft! utgiven av MNW samma år. Hon var även en framstående tolkare av poeten Bo Setterlind.
Hjördis Petterson medverkade i TV-programmet Gäst hos Hagge 1975. Då berättade hon inför tre miljoner tittare, att hon under flera års tid varit alkoholist, men att hon numera var "helt fri från alkoholbegäret". Det blev omedelbart tyst i studion, men strax därpå följde en stor applåd från studiopubliken.
Hon skrev sina memoarer Rosor & ruiner 1983 i samarbete med Inga Maria Kretz.
Hjördis Petterson är begravd på Tofta kyrkogård på Gotland.

## Filmografi i urval
- 1933 – Kanske en diktare
- 1934 – Eva går ombord
- 1934 – Anderssonskans Kalle
- 1934 – Pettersson - Sverige
- 1934 – Sången till henne
- 1934 – Synnöve Solbakken
- 1936 – Ä' vi gifta?
- 1936 – Äventyret
- 1936 – Janssons frestelse
- 1936 – Fröken blir piga
- 1936 – Familjens hemlighet
- 1936 – Annonsera!
- 1936 – Alla tiders Karlsson
- 1937 – Pappas pojke

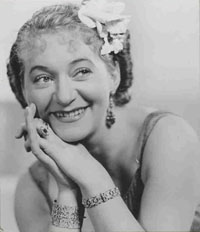
Hjördis Petterson, cirka 1930-tal.

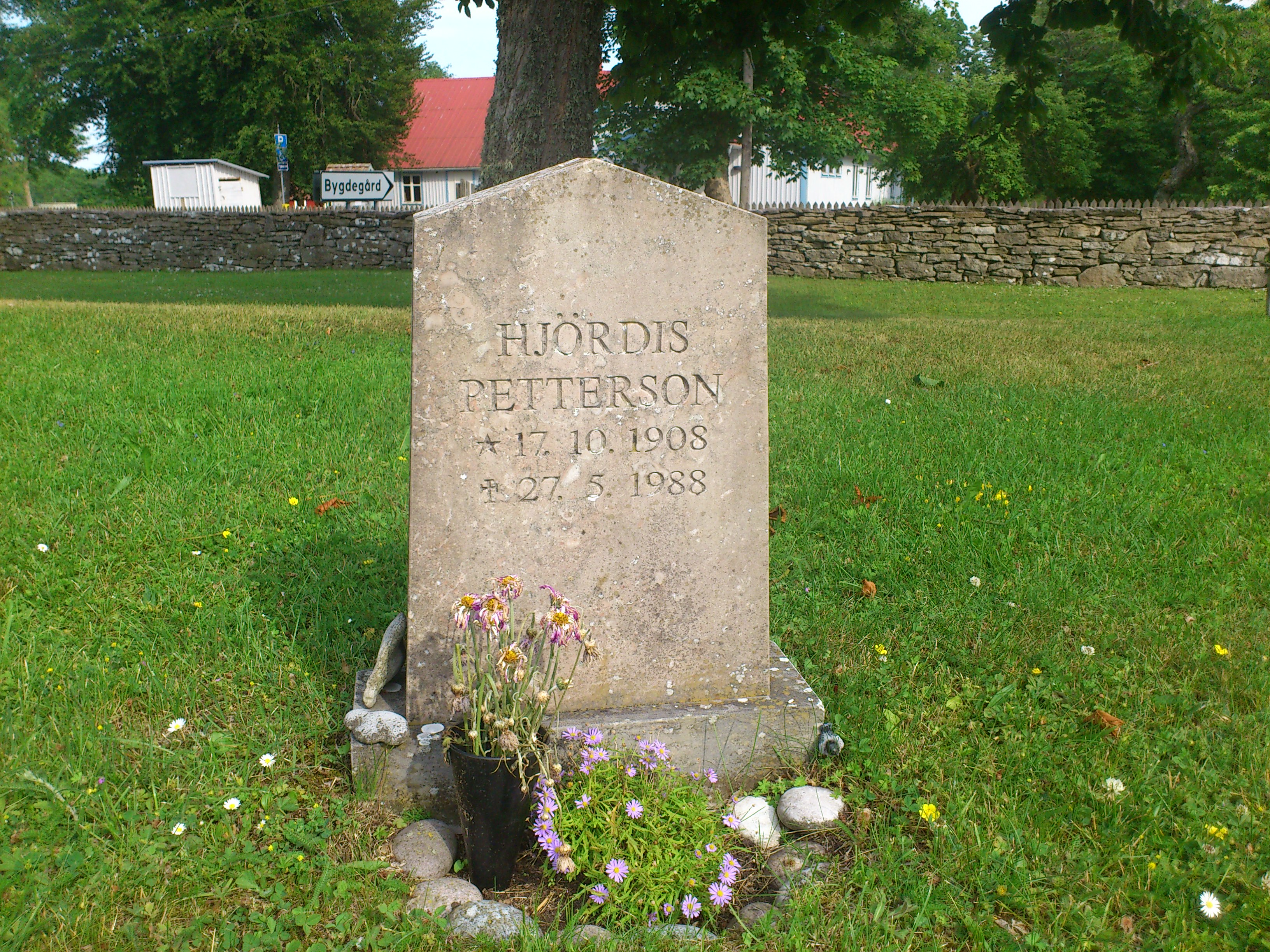
Hjördis Pettersons grav vid Tofta kyrka, Gotland.

- 1937 – En flicka kommer till sta'n
- 1937 – Snövit och de sju dvärgarna (svenska originaldubbningen)
- 1938 – Styrman Karlssons flammor
- 1939 – Rosor varje kväll
- 1939 – Landstormens lilla Lotta
- 1940 – Stora famnen
- 1940 – Lillebror och jag
- 1940 – Kyss henne!
- 1940 – Hans Nåds testamente
- 1941 – Ung dam med tur
- 1941 – Striden går vidare
- 1941 – Lärarinna på vift
- 1941 – Lasse-Maja
- 1941 – Bara en kvinna
- 1942 – Vi hemslavinnor
- 1942 – Sexlingar
- 1942 – Morgondagens melodi
- 1942 – Löjtnantshjärtan
- 1942 – Jacobs stege
- 1942 – Farliga vägar
- 1942 – En trallande jänta
- 1943 – Kvinnor i fångenskap
- 1943 – Anna Lans
- 1943 – I dag gifter sig min man
- 1944 – Appassionata
- 1944 – Lilla helgonet
- 1944 – Vår Herre luggar Johansson
- 1944 – Stopp! Tänk på något annat
- 1944 – Dolly tar chansen
- 1944 – Vändkorset
- 1945 – Pettersson & Bendels nya affärer
- 1945 – Lidelse
- 1945 – Den allvarsamma leken
- 1945 – Resan bort
- 1945 – Vandring med månen
- 1945 – 13 stolar
- 1946 – Johansson och Vestman
- 1946 – Medan porten var stängd
- 1946 – Det regnar på vår kärlek
- 1946 – Kärlek och störtlopp
- 1946 – Försök inte med mej ..!
- 1946 – Eviga länkar
- 1947 – Bruden kom genom taket
- 1947 – Stackars lilla Sven
- 1947 – Skepp till Indialand
- 1948 – Solkatten
- 1948 – De kämpade sig till frihet
- 1948 – Lilla Märta kommer tillbaka
- 1948 – Hjältar mot sin vilja
- 1949 – Sjösalavår
- 1950 – Hjärter Knekt
- 1951 – Leva på "Hoppet"
- 1951 – Frånskild
- 1952 – Mot framtiden
- 1952 – Flyg-Bom
- 1952 – Klasskamrater
- 1952 – Trots
- 1952 – När syrenerna blomma
- 1952 – Under svällande segel
- 1953 – Dumbom
- 1953 – I dimma dold
- 1953 – Göingehövdingen
- 1954 – Sju svarta "Be-Hå"
- 1954 – Förtrollad vandring
- 1954 – I rök och dans
- 1954 – Taxi 13
- 1954 – Dans på rosor
- 1954 – Östermans testamente
- 1955 – Friarannonsen
- 1955 – Flicka i kasern
- 1955 – Hemsöborna
- 1955 – Den underbara lögnen
- 1956 – Swing it, fröken
- 1956 – Flickan i frack
- 1956 – Lille Fridolf och jag
- 1956 – Egen ingång
- 1956 – Ett dockhem
- 1956 – Rasmus, Pontus och Toker
- 1957 – Aldrig i livet
- 1957 – Lille Fridolf blir morfar
- 1957 – Räkna med bråk
- 1957 – Gårdarna runt sjön
- 1957 – Mästerdetektiven Blomkvist lever farligt
- 1958 – Fröken April
- 1959 – Enslingen i blåsväder
- 1959 – Himmel och pannkaka
- 1959 – Fröken Chic
- 1959 – Fridolfs farliga ålder
- 1960 – När mörkret faller
- 1960 – Tre önskningar
- 1961 – Ljuvlig är sommarnatten
- 1961 – Stöten
- 1961 – Lustgården
- 1962 – Vita frun
- 1963 – Sten Stensson kommer tillbaka
- 1963 – Sällskapslek
- 1964 – Henrik IV
- 1965 – Kattorna
- 1966 – Träfracken
- 1967 – En sån strålande dag
- 1968 – Jag – en kvinna 2
- 1968 – Pappa varför är du arg - du gjorde likadant själv när du var ung
- 1968 – Åsa-Nisse och den stora kalabaliken
- 1972 – Skärgårdsflirt (TV-serie)
- 1973 – Fantastiska Wilbur (röst)
- 1973 – Anderssonskans Kalle i busform
- 1978 – Picassos äventyr
- 1980 – Barnens ö
- 1980 – Mannen som blev miljonär
- 1981 – Sopor
- 1981 – Hans Christian och sällskapet (TV-pjäs)
- 1985 – Mask of Murder

## Teater

### Roller
| År   | Roll                            | Produktion                                                                | Regi                             | Teater                         |
| ---- | ------------------------------- | ------------------------------------------------------------------------- | -------------------------------- | ------------------------------ |
| 1926 | Lotta                           | Värmlänningarna Fredrik August Dahlgren och Andreas Randel                |                                  | Kerstin Natt och dags sällskap |
| 1926 |                                 | En pappa sökes Einar Holmberg                                             |                                  | Kerstin Natt och dags sällskap |
| 1927 |                                 | En midsommarnattsdröm William Shakespeare                                 | Olof Molander                    | Dramaten                       |
| 1927 |                                 | Folket i Simlångsdalen Fredrik Ström                                      |                                  | Turné                          |
| 1928 | Ingrid                          | Peer Gynt Henrik Ibsen                                                    | Olof Molander                    | Dramaten                       |
| 1928 | Inga                            | Bröllopet på Ulfåsa Frans Hedberg                                         | Karl Hedberg                     | Dramaten                       |
| 1929 | En ung flicka                   | Dunungen Selma Lagerlöf                                                   | Karl Hedberg                     | Dramaten                       |
| 1929 | En borgarkvinna                 | Erik XIV August Strindberg                                                | Gustaf Linden                    | Dramaten                       |
| 1929 | Noëmie                          | Nyss utkommen! Édouard Bourdet                                            | Gustaf Linden                    | Dramaten                       |
| 1929 | Eva                             | Siegfried Jean Giraudoux                                                  | Olof Molander                    | Dramaten                       |
| 1929 | Fru de Cambes                   | Äventyret Gaston Arman de Caillavet och Robert de Flers                   | Karl Hedberg                     | Dramaten                       |
| 1929 | Madeline Arnold                 | Sällsamt mellanspel Eugene O'Neill                                        | Per Lindberg                     | Dramaten                       |
| 1929 | En grannfru Fru Savary          | Madame Sans-Gêne Victorien Sardou                                         |                                  | Dramaten                       |
| 1930 | Jennie Hortense Bianca Credaro  | Ungkarlspappan Edward Childs Carpenter                                    | Olof Molander                    | Dramaten                       |
| 1930 | Rosa                            | Fiesco Friedrich von Schiller                                             | Olof Molander                    | Dramaten                       |
| 1930 | Laura                           | Gröna hissen Avery Hopwood                                                | Theodor Berthels                 | Folkteatern i Göteborg         |
| 1930 | Hortense                        | Ungkarlspappan Edward Childs Carpenter                                    | Gunnar Tolnæs                    | Folkteatern i Göteborg         |
| 1930 | Cora Petry                      | Svarta pärlor Bruno Frank                                                 | Gabriel Alw                      | Folkteatern i Göteborg         |
| 1930 | Baronessan Winkelsbühl          | Propp Franz Arnold och Ernst Bach                                         |                                  | Folkteatern i Göteborg         |
| 1930 | Juliane                         | Storken Thit Jensen                                                       | Theodor Berthels                 | Folkteatern i Göteborg         |
| 1930 | Susan                           | Signora Cavallini Edward Sheldon                                          | Margot Ryding                    | Folkteatern i Göteborg         |
| 1930 | Barbara                         | Strumpebandet Avery Hopwood                                               | Margot Ryding                    | Folkteatern i Göteborg         |
| 1931 | Sylviane                        | Glada änkan Franz Lehár, Victor Léon och Leo Stein                        | Gösta Ekman Per Lindberg         | Konserthusteatern              |
| 1931 |                                 | Bandet August Strindberg                                                  | Per Lindberg                     | Konserthusteatern              |
| 1931 | Julia Hyltenius                 | Hans nåds testamente Hjalmar Bergman                                      | Per Lindberg                     | Vasateatern                    |
| 1931 | Thérése Vattier                 | Etienne Jacques Duval                                                     | Gösta Ekman                      | Konserthusteatern              |
| 1931 | En kvinna i Kiras palats        | En japansk tragedi John Masefield                                         | Per Lindberg                     | Konserthusteatern              |
| 1931 | Etelka von Schröder             | Soldat Schweijk Jaroslav Hašek                                            | Olof Sandborg                    | Folkteatern i Göteborg         |
| 1931 | Medverkande                     | Här va' de' eller Varuhuset Sverige, revy Karl Gerhard och Gösta Stevens  |                                  | Folkteatern i Göteborg         |
| 1932 |                                 | Leendets land Franz Lehár                                                 | Gösta Ekman                      | Konserthusteatern              |
| 1932 | Kvinnospalten                   | Tidens ansikten, en femtonöresopera, revy Karl Gerhard                    | Karl Gerhard                     | Vasateatern                    |
| 1932 | Mrs Whickock                    | Frihetsligan (Musse ou l’école de l’hypocrisie) Jules Romains             | Per Lindberg                     | Vasateatern                    |
| 1932 | Porla Swanson                   | Till Hollywood (Merton of the Movies) George S. Kaufman och Marc Connelly | Gösta Ekman                      | Vasateatern                    |
| 1932 | Cigarettfröken                  | Kanske en diktare Ragnar Josephson                                        | Gösta Ekman                      | Vasateatern                    |
| 1932 | Rose                            | Mästerkatten i stövlarna (Markis'en af Carabas) Palle Rosenkrantz         | Gösta Ekman                      | Vasateatern                    |
| 1932 | Farmor Meng                     | "Patrasket" Hjalmar Bergman                                               | Gösta Ekman                      | Vasateatern                    |
| 1932 | Mazie                           | Broadway Philip Dunning och George Abbott                                 | Mauritz Stiller                  | Vasateatern                    |
| 1932 | Proserpine Garnett              | Candida George Bernard Shaw                                               | Gösta Ekman                      | Vasateatern                    |
| 1932 | Teaterförläggaren               | I de bästa familjer Anita Hart och Maurice Braddell                       | Gösta Ekman                      | Gösta Ekmans Folkteater        |
| 1933 | Eva Dickson                     | Domaredansen Erik Lindorm                                                 | Per-Axel Branner                 | Gösta Ekmans Folkteater        |
| 1933 | Grevinnan Lina von Vinx-Metzing | Högre skolan (Olimpia) Ferenc Molnár                                      | Gösta Ekman                      | Vasateatern                    |
| 1933 | Hattie Loomis                   | Middag kl. 8 (Dinner at Eight) George S. Kaufman och Edna Ferber          | Gösta Ekman                      | Vasateatern                    |
| 1933 | Marianne Nemo                   | Banken (La Banque Nemo) Louis Verneuil                                    | Hjalmar Peters                   | Vasateatern                    |
| 1933 | Rosalie Meng                    | Patrasket Hjalmar Bergman                                                 | Georges Pitoëff                  | Lorensbergsteatern             |
| 1934 | En hovdam                       | Hamlet William Shakespeare                                                | Per Lindberg                     | Vasateatern                    |
| 1934 | Miss Buften                     | London City John van Druten                                               | Gunnar Olsson                    | Vasateatern                    |
| 1934 | Mabel Brent                     | Nästan gifta (Almost a Honeymoon) Walter Ellis                            | Gösta Ekman                      | Vasateatern                    |
| 1934 | Fru Hollinekk                   | Natten till den 17:de (Tűzmadár) Lajos Zilahy                             | Pauline Brunius                  | Vasateatern                    |
| 1934 | Bödelshustrun                   | Bödeln Pär Lagerkvist                                                     | Per Lindberg                     | Vasateatern                    |
| 1935 | Stephanie                       | Karriär-karriär (A szerencse fia) Gábor Drégely                           | Gösta Ekman                      | Vasateatern                    |
| 1935 | Nancy Bird                      | Ung kärlek Samson Raphaelson                                              | Ragnar Arvedson                  | Konserthusteatern Turné        |
| 1935 | Anna Dmitrijevna Karenin        | Fedja – Det levande liket (Живой труп, Živoj trup) Lev Tolstoj            | Per Lindberg                     | Vasateatern                    |
| 1935 | Julia                           | En förtjusande fröken (Bezauberndes Fräulein) Ralph Benatzky              | Gösta Ekman                      | Vasateatern                    |
| 1935 | Fröken Modig                    | Flickan i frack Hjalmar Bergman                                           | Per Lindberg Karl Kinch          | Vasateatern                    |
| 1935 | Den gamla kvinnan               | Innanför grindarna Sean O'Casey                                           | Per Lindberg                     | Vasateatern                    |
| 1936 | Ottilia von Dingelstedt         | Peter, Peter Curt Goetz                                                   | Gösta Ekman                      | Vasateatern                    |
| 1936 | Ulrika Dillner                  | Gösta Berlings saga Selma Lagerlöf                                        | Rune Carlsten                    | Dramaten                       |
| 1936 | Skräcktanten                    | Kvartetten som sprängdes Birger Sjöberg                                   | Rune Carlsten                    | Dramaten                       |
| 1936 | Kvinnan                         | Millionärskan George Bernard Shaw                                         | Alf Sjöberg                      | Dramaten                       |
| 1936 | Katarina                        | Brott och straff Fjodor Dostojevskij                                      | Alf Sjöberg                      | Dramaten                       |
| 1936 | Systern                         | Till Damaskus (Del I) August Strindberg                                   | Olof Molander                    | Dramaten                       |
| 1936 | Fröken Glissander               | Fridas visor Birger Sjöberg                                               | Rune Carlsten                    | Dramaten                       |
| 1936 | Grevinnan Lilliesparre          | Hm, sa greven, revy Kar de Mumma                                          | Harry Roeck Hansen               | Blancheteatern                 |
| 1937 | Estelle Ahlinder                | Skönhet Sigfrid Siwertz                                                   | Alf Sjöberg                      | Dramaten                       |
| 1937 | Katarina av Nedre Bayern        | Eva gör sin barnplikt Kjeld Abell                                         | Rune Carlsten                    | Dramaten                       |
| 1937 | Måns                            | Svenska Sprätthöken Carl Gyllenborg                                       | Rune Carlsten                    | Dramaten                       |
| 1937 | Judith Bliss                    | Höfeber Noël Coward                                                       | Alf Sjöberg                      | Dramaten                       |
| 1937 | Muriel Weston                   | En sån dag! Dodie Smith                                                   | Rune Carlsten                    | Dramaten                       |
| 1937 | Kajsa Andersdotter              | Kungens paket Staffan Tjerneld                                            | Rune Carlsten                    | Dramaten                       |
| 1938 | Gumman i blomsterståndet        | Mannen utan själ Pär Lagerkvist                                           | Alf Sjöberg                      | Dramaten                       |
| 1938 | Marianne                        | Delila Ferenc Molnar                                                      | Rune Carlsten                    | Dramaten                       |
| 1938 | Änkefru Plume                   | Spel på havet Sigfrid Siwertz                                             | Alf Sjöberg                      | Dramaten                       |
| 1938 | Calumnia                        | Cirkus Juris, eller De siamesiska tvillingarna Svend Borberg              | Svend Borberg                    | Dramaten                       |
| 1938 | Grevinnan de Lage               | Kvinnorna Clare Boothe Luce                                               | Rune Carlsten                    | Dramaten                       |
| 1938 | Grevinnan von Neustadt          | Mayerlingdramat Maxwell Anderson                                          | Alf Sjöberg                      | Dramaten                       |
| 1938 | Germaine Lescalier              | Sex trappor upp Alfred Gehri                                              | Pauline Brunius                  | Dramaten                       |
| 1938 | Febe                            | Som ni behagar William Shakespeare                                        | Alf Sjöberg                      | Dramaten                       |
| 1939 | Madame Lasalle                  | Nederlaget Nordahl Grieg                                                  | Svend Gade                       | Dramaten                       |
| 1939 | Mrs Conway                      | Tiden och vi John Boynton Priestley                                       | Helge Wahlgren                   | Dramaten                       |
| 1939 | Ninon Ravier de l'Orne          | Bridgekungen Paul Armont, Léopold Marchand                                | Rune Carlsten                    | Dramaten                       |
| 1939 | Hilda Randolph                  | Guldbröllop Dodie Smith                                                   | Carlo Keil-Möller                | Dramaten                       |
| 1939 | Frun i huset                    | Anna Sophie Hedvig Kjeld Abell                                            | Alf Sjöberg                      | Dramaten                       |
| 1939 | Måns Nilssons hustru            | Gustaf Vasa August Strindberg                                             | Rune Carlsten                    | Dramaten                       |
| 1939 | Fröken Jönsson                  | Kejsaren av Portugallien Selma Lagerlöf                                   | Rune Carlsten                    | Dramaten                       |
| 1940 | Gustava Hägg                    | Änkeman Jarl Vilhelm Moberg                                               | Rune Carlsten                    | Dramaten                       |
| 1940 | Storfurstinnan Olga Jekaterina  | Koppla av! George S. Kaufman och Moss Hart                                | Carlo Keil-Möller                | Dramaten                       |
| 1940 | Grevinnan d'Eguzon              | Äventyret Gaston Arman de Caillavet och Robert de Flers                   | Carlo Keil-Möller                | Dramaten                       |
| 1940 | Mrs Aaronson                    | Morgondagens män Maxwell Anderson                                         | Alf Sjöberg                      | Dramaten                       |
| 1940 | Ulrika Eleonora                 | Karl XII August Strindberg                                                | Alf Sjöberg                      | Dramaten                       |
| 1940 |                                 | Hyggliga människor Irwin Shaw                                             | Knut Ström                       | Folkparksturné                 |
| 1940 | Kära mor                        | Tomtefar Carlo Keil-Möller                                                | Carlo Keil-Möller                | Dramaten                       |
| 1941 | Fröken de Lusignan              | Vi skiljas Victorien Sardou och Émile de Najac                            | Alf Sjöberg                      | Dramaten                       |
| 1941 | Gladys Bragg                    | Gudarna le A.J. Cronin                                                    | Carlo Keil-Möller                | Dramaten                       |
| 1941 | Medverkande                     | Kar de Mummas ofullbordade, revy Kar de Mumma                             | Leif Amble-Naess                 | Blancheteatern                 |
| 1942 | Madame Daruschka                | Claudia Rose Franken                                                      | Carlo Keil-Möller                | Dramaten                       |
| 1942 | Hester                          | Ut till fåglarna Moss Hart och George S. Kaufman                          | Alf Sjöberg                      | Dramaten                       |
| 1942 | Fru Gibbs                       | Vår lilla stad Thornton Wilder                                            |                                  | Folkparksturné                 |
| 1942 | Elgive                          | Munken går på ängen (Munken gaar i enge) Carl Gandrup                     | John Zacharias                   | Nya Teatern                    |
| 1942 | Parthy Hawks                    | Teaterbåten Jerome Kern och Oscar Hammerstein II                          | Leif Amble-Naess                 | Oscarsteatern                  |
| 1942 |                                 | Kvinnan väntar Artur Lundkvist                                            | Anna Norrie och Sandro Malmquist | Folkan                         |
| 1943 | Faster Minnie/Roberta           | Roberta Jerome Kern och Otto Harbach                                      | Leif Amble-Naess                 | Oscarsteatern                  |
| 1943 | Faster Abby                     | Arsenik och gamla spetsar Joseph Kesselring                               | Torsten Hammarén                 | Oscarsteatern                  |
| 1943 | Molly Musgrave                  | Den okuvliga Mr Bunting Robert Greenwood                                  | Martha Lundholm                  | Vasateatern                    |
| 1943 | Polly de Vries                  | Teater W. Somerset Maugham                                                | Martha Lundholm                  | Vasateatern                    |
| 1944 | Tora                            | Mans kvinna Vilhelm Moberg                                                | Per Lindberg Gösta Folke         | Vasateatern                    |
| 1944 | Fru Antropos                    | Det var nära ögat Thornton Wilder                                         | Gunnar Skoglund                  | Vasateatern                    |
| 1944 | Mrs Danvers                     | Rebecca Daphne du Maurier                                                 | Martha Lundholm                  | Vasateatern                    |
| 1944 | Alice                           | Dödsdansen August Strindberg                                              | Gunnar Skoglund                  | Vasateatern                    |
| 1944 | Medverkande                     | Och han skämtar för dig, revy Kar de Mumma                                | Leif Amble-Næss                  | Blancheteatern                 |
| 1945 | Medverkande                     | En glädjande tilldragelse, revy Kar de Mumma                              | Leif Amble-Naess                 | Blancheteatern                 |
| 1946 | Medverkande                     | Ett lysande elände, revy Karl Gerhard                                     | Hasse Ekman                      | Oscarsteatern                  |
| 1946 | Medverkande                     | Kar de Mummas revystuga, revy Kar de Mumma                                | Leif Amble-Naess                 | Blancheteatern                 |
| 1946 | Mrs Kitty Warren                | Mrs Warrens yrke George Bernard Shaw                                      | Helge Wahlgren                   | Göteborgs stadsteater          |
| 1947 | Medverkande                     | Kar de Mummas sällskapsresa, revy Kar de Mumma                            | Hjördis Petterson                | Blancheteatern                 |
| 1947 | Mean                            | Mig till skräck Ingmar Bergman                                            | Ingmar Bergman                   | Göteborgs stadsteater          |
| 1947 | Doto                            | Kärleksgåvan Christopher Fry                                              | Torsten Hammarén                 | Göteborgs stadsteater          |
| 1948 | Bernarda Alba                   | Bernarda Albas hus Federico Garcia Lorca                                  | Helge Wahlgren                   | Göteborgs stadsteater          |
| 1948 | Micheline Aubertin              | De 4 små Georges Roland                                                   | Josef Halfen                     | Göteborgs stadsteater          |
| 1948 | Lady Hurf                       | Tjuvarnas bal Jean Anouilh                                                | Ingmar Bergman                   | Göteborgs stadsteater          |
| 1948 | Fru Angelica                    | Skuggan av Mart Stig Dagerman                                             | Helge Wahlgren                   | Göteborgs stadsteater          |
| 1948 | Dulcie Baxter                   | Mollusken Hubert Henry Davies                                             | Semmy Friedmann                  | Lisebergsteatern               |
| 1949 | Murtle Bagot                    | Kort möte Noël Coward                                                     | Helge Wahlgren                   | Göteborgs stadsteater          |
| 1949 | Lady Maureen Gilpin, Piggie     | Kära gäster Noël Coward                                                   | Helge Wahlgren                   | Göteborgs stadsteater          |
| 1949 | Mme. Tarde                      | En vildfågel Jean Anouilh                                                 | Ingmar Bergman                   | Göteborgs stadsteater          |
| 1949 | Julia Hyltenius                 | Hans nåds testamente Hjalmar Bergman                                      | Knut Ström                       | Göteborgs stadsteater          |
| 1949 | Linda                           | En handelsresandes död Arthur Miller                                      | Knut Ström                       | Göteborgs stadsteater          |
| 1949 | Smörblomman                     | Lunchrasten Herbert Grevenius                                             | Torsten Hammarén                 | Göteborgs stadsteater          |
| 1950 | Rosa la Tatula                  | Guds ord på landet Ramón del Valle-Inclán                                 | Ingmar Bergman                   | Göteborgs stadsteater          |
| 1950 | Fru Lechat                      | Affär är affär Octave Mirbeau                                             | Helge Wahlgren                   | Göteborgs stadsteater          |
| 1950 | Brudens mor                     | En skugga Hjalmar Bergman                                                 | Ingmar Bergman                   | Intiman                        |
| 1950 | Fru Peachum                     | Tolvskillingsoperan Bertolt Brecht och Kurt Weill                         | Ingmar Bergman                   | Intiman                        |
| 1950 | Medverkande                     | Där de stora torskarna gå..., revy Karl Gerhard                           | Karl Gerhard                     | Chinateatern                   |
| 1951 | Lucy Allerton                   | Drömflickan Elmer Rice                                                    | Hasse Ekman                      | Intiman                        |
| 1951 | Hertiginnan Dupont-Dufort       | Resande utan bagage Jean Anouilh                                          | Hasse Ekman                      | Intiman                        |
| 1952 | Judith Bliss                    | Höfeber Noël Coward                                                       | Per Gerhard                      | Intiman                        |
| 1952 | Smörblomman                     | Lunchrasten Herbert Grevenius                                             | Henrik Dyfverman                 | Intiman                        |
| 1952 | Faster Adrienne                 | Den eviga kärleken, eller En fri kvinna Armand Salacrou                   | Per Gerhard                      | Vasateatern                    |
| 1952 | Olympe Jacquet                  | Pappa, mamma, barn André Roussin                                          | Per Gerhard                      | Vasateatern                    |
| 1952 | Irene Tabourier                 | I kväll i Samarkand Jacques Deval                                         | Per Gerhard                      | Vasateatern                    |
| 1953 | Katarina                        | Hjältar George Bernard Shaw                                               | Per Gerhard                      | Vasateatern                    |
| 1953 | Medverkande                     | Grattis, grattis, revy                                                    | Egon Larsson                     | Folkan                         |
| 1953 | Medverkande                     | Västkustsallad, revy Olle H. Ohlsson                                      | H. Pettersson C. Thelander       | Stora Teatern                  |
| 1953 | Bute                            | Dårskapens timme Anna Bonacci                                             | Per Gerhard                      | Vasateatern                    |
| 1954 | Madame Angèle                   | Kärlekens vals Georges Neveux                                             | Per Gerhard                      | Vasateatern                    |
| 1954 | Carolina Hård                   | Popperetten Bom Adolf Schütz och Paul Baudisch                            | Nils Poppe                       | Vasateatern                    |
| 1954 |                                 | Serenad Lajos Lajtai och Staffan Tjerneld                                 | Sven Aage Larsen                 | Folkan                         |
| 1955 | Medverkande                     | Flyttkalas, revy Kar de Mumma                                             | Leif Amble-Naess                 | Folkan                         |
| 1956 | Medverkande                     | Vi roar oss kungligt, revy Kar de Mumma                                   | Leif Amble-Naess                 | Folkan                         |
| 1957 | Medverkande                     | Ett uppskattat nöje, revy Kar de Mumma                                    | Leif Amble-Naess                 | Folkan                         |
| 1958 | Medverkande                     | Har den äran, revy Kar de Mumma                                           | Leif Amble-Naess                 | Folkan                         |
| 1959 | Medverkande                     | Landet runt, revy Kar de Mumma                                            | Leif Amble-Naess                 | Folkan                         |
| 1959 | Medverkande                     | Välkomna till varje pris, revy Kar de Mumma                               | Leif Amble-Naess                 | Folkan                         |
| 1960 | Medverkande                     | Slottstappning, revy Kar de Mumma                                         | Leif Amble-Naess                 | Folkan                         |
| 1961 | Medverkande                     | Förälskad i Stockholm, revy Kar de Mumma                                  | Leif Amble-Naess                 | Folkan                         |
| 1962 | Medverkande                     | Fritid, jämlikhet och djävulskap, revy Kar de Mumma                       | Hasse Ekman Jackie Söderman      | Folkan                         |
| 1963 | Medverkande                     | För vänskaps skull, revy Kar de Mumma                                     | Jackie Söderman Per Gerhard      | Folkan                         |
| 1964 | Medverkande                     | Stockholmare, vet du vaad, revy Kar de Mumma                              | Jackie Söderman                  | Folkan                         |
| 1965 | Medverkande                     | Vår glada station, revy Kar de Mumma                                      | Herman Ahlsell                   | Folkan                         |
| 1966 | Medverkande                     | Hej Hemskö, revy Kar de Mumma                                             | Herman Ahlsell                   | Folkan                         |
| 1967 | Medverkande                     | Kyss Karlsson, revy Kar de Mumma                                          | Hasse Ekman                      | Folkan                         |
| 1968 | Poncia                          | Bernardas hus Federico Garcia Lorca                                       | Bengt Ekerot                     | Stockholms stadsteater         |
| 1968 | Toinette                        | Den inbillningssjuke Molière                                              | Stig Torsslow                    | Dramaten                       |
| 1969 | Cecilia Peachum                 | Tolvskillingsoperan Kurt Weill och Bertolt Brecht                         | Alf Sjöberg                      | Dramaten                       |
| 1969 | Fru Gils                        | Bröllopsfesten Elias Canetti                                              | Donya Feuer                      | Dramaten                       |
| 1970 | Utroparen                       | Kasimir och Karoline Ödön von Horváth                                     | Mimi Pollak                      | Dramaten                       |
| 1970 | Utomparlamentarikern            | Borgaren och Marx Lars Forssell                                           | Mimi Pollak                      | Dramaten                       |
| 1970 | Den gamla pigan                 | Blodsbröllop Federico Garcia Lorca                                        | Donya Feuer                      | Dramaten                       |
| 1971 | Fru Bruère                      | Show Lars Forssell                                                        | Ingmar Bergman                   | Dramaten                       |
| 1971 | Madame Pernelle                 | Tartuffe Molière                                                          | Mimi Pollak                      | Dramaten                       |
| 1971 | Josefa                          | Modern Stanislaw Ignacy Witkiewicz                                        | Alf Sjöberg                      | Dramaten                       |
| 1972 | Hovsångerskan                   | Mandatet Nikolaj Erdman                                                   | Mimi Pollak                      | Dramaten                       |
| 1973 | Kokerskan                       | Spöksonaten August Strindberg                                             | Ingmar Bergman                   | Dramaten                       |
| 1973 | Fru Obermüller                  | Kaptenen från Köpenick Carl Zuckmayer                                     | Frank Sundström                  | Dramaten                       |
| 1974 | Krögerskan                      | Till Damaskus August Strindberg                                           | Ingmar Bergman                   | Dramaten                       |
| 1974 | Fru Remy                        | Doktor Knock Jules Romains                                                | Staffan Roos                     | Dramaten                       |
| 1974 | Medverkande                     | Hej på dig, du gamla primadonna Karl Gerhard-kavalkad                     | Per Gerhard                      | Vasateatern                    |
| 1977 | Medverkande                     | Hagges revy                                                               |                                  | Berns salonger                 |
| 1977 | Medverkande                     | Kar de Mummas festkavalkad, revy Kar de Mumma                             |                                  | Folkan                         |
| 1978 | Madame Arcati                   | Min fru går igen Noël Coward                                              | Per Gerhard                      | Vasateatern                    |
| 1985 | Adelaida Bruckner-Csermlenyi    | Kattlek István Örkény                                                     | Lasse Pöysti                     | Dramaten                       |

### Regi
| År   | Produktion           | Upphovsmän                     | Teater                                           |
| ---- | -------------------- | ------------------------------ | ------------------------------------------------ |
| 1947 | Sällskapsresan, revy | Kar de Mumma                   | Blancheteatern                                   |
| 1951 | Ta hand om Amelie    | Georges Feydeau                | Intiman                                          |
| 1953 | Popperetten Bom      | Adolf Schütz och Paul Baudisch | Vasateatern Regi tillsammans med Claes Thelander |

## Radioteater

### Roller
| År   | Roll      | Produktion                                  | Regi            |
| ---- | --------- | ------------------------------------------- | --------------- |
| 1950 | Josephine | Salig överstens döttrar Katherine Mansfield | Gustaf Molander |

## Filmografi på Libris
- Det regnar på vår kärlek. Stockholm: Folkets hus och parker. 2007. Libris 10662480
- Swing it, fröken. Sandrews filmpärlor. Stockholm: Sandrew metronome. 2008. Libris 11234155
- Poppe Nils, Strindberg Göran, Schreiber Hans, red (2009). Dumbom. Sandrews filmpärlor. Stockholm: Sandrew Metronome. Libris 11851998
- Ekman Hasse, Husberg Rolf, Björkman Sten, red (2009). Kärlek och störtlopp. Sandrews filmpärlor. Solna: Swedish Film. Libris 11852005
- Lille Fridolf och jag. Svensk kultklassiker. Folkets hus och parker: Stockholm. 2012. Libris 13577080
- Lille Fridolf blir morfar. Svensk kultklassiker. Stockholm: Folkets hus och parker. 2012. Libris 13577086